# Wasyliwka (hromada Snihuriwka)
Wasyliwka (ukr. Василівка) – wieś na Ukrainie, w obwodzie mikołajowskim, w rejonie basztańskim. W 2001 liczyła 829 mieszkańców, spośród których 798 posługiwało się językiem ukraińskim, 25 rosyjskim, 5 mołdawskim, a 1 innym.